# Salluste
Pour les articles homonymes, voir Salluste (homonymie).
Salluste ou Caius Sallustius Crispus, né en -86 à Amiternum, cité fondée par les Sabins, et mort en -35 ou -34, est un homme politique et historien romain.

## Sa vie

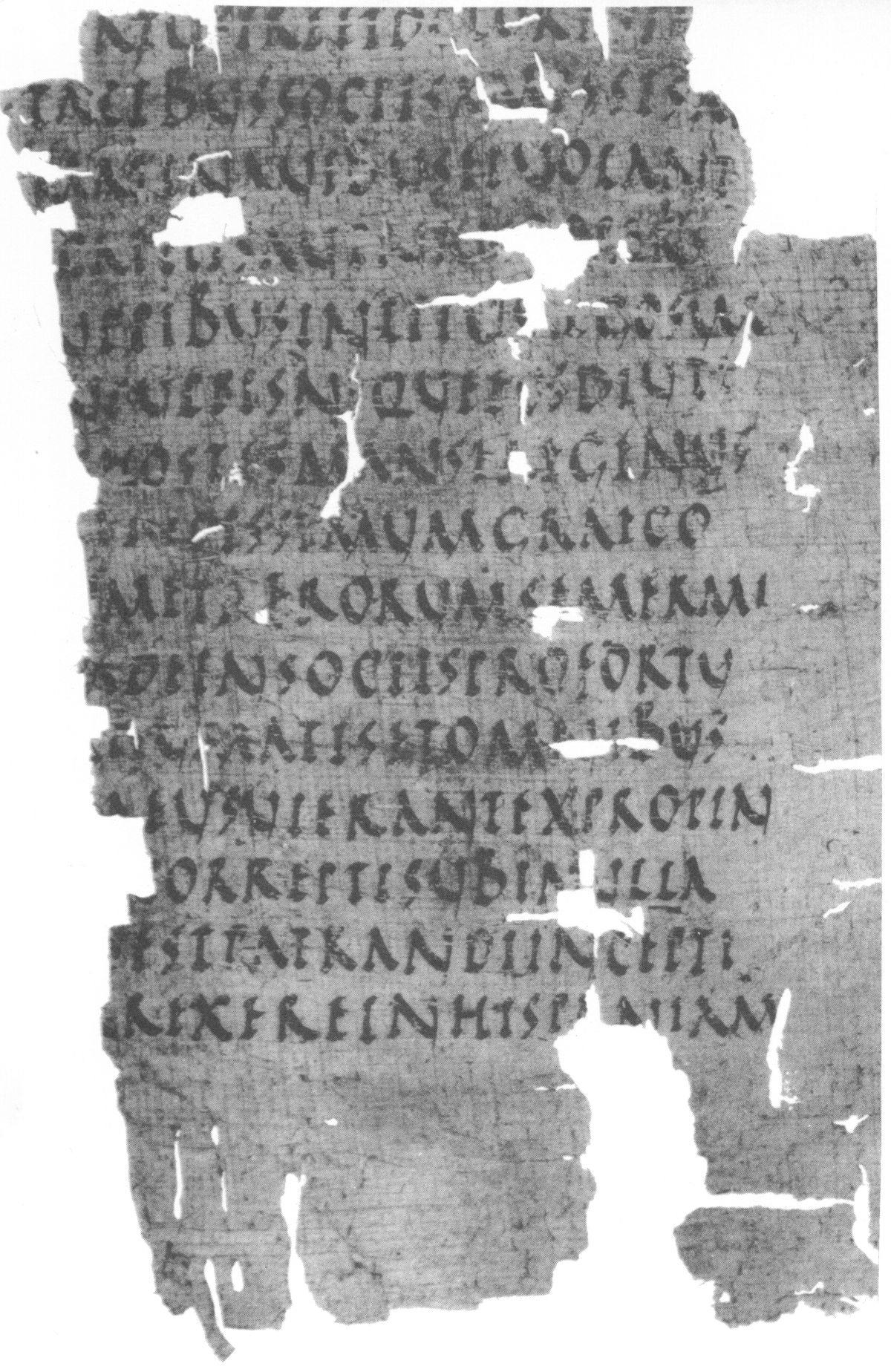
Les Histoires de Salluste (IIe siècle ou IIIe siècle).

Une biographie de Salluste semble avoir été écrite par Q. Asconius Pedianus, mais elle ne nous est pas parvenue. Issu d'une famille libre de souche plébéienne, obscure mais probablement aisée, questeur en -55, tribun de la plèbe en -52, cet homo novus soutient le parti des populares, appuyés par Jules César, contre les optimates, parti de Titus Annius Milon, de Pompée et de Cicéron. Lors du procès des meurtriers de Clodius Pulcher, chef des populares, il prit ouvertement parti contre Milon, accusant ce dernier d'avoir tué Clodius de ses propres mains, ce qui lui valut une accusation de ui.
Ami de César, il est chargé de mener la flotte romaine en Illyrie. Salluste est alors exclu du Sénat romain pour immoralité en -50 av.J.C. Il est battu par les pompéiens (-49).
De nouveau questeur, Salluste peut réintégrer le Sénat. César lui confie un commandement en Campanie, dont les légions se sont mutinées. Il y est battu.
Le domaine politique lui convient mieux : élu préteur en -47, il accompagne César en Afrique et, du fait de ses talents, se voit confier le gouvernement de la nouvelle province romaine de Numidie en -46/-45.
Après l'assassinat de César en mars -44, Salluste, voyant que sa carrière politique se termine irrémédiablement, préfère se retirer de la vie publique et « profiter de la fortune que ses concussions lui avaient procurée ».

## Ses œuvres

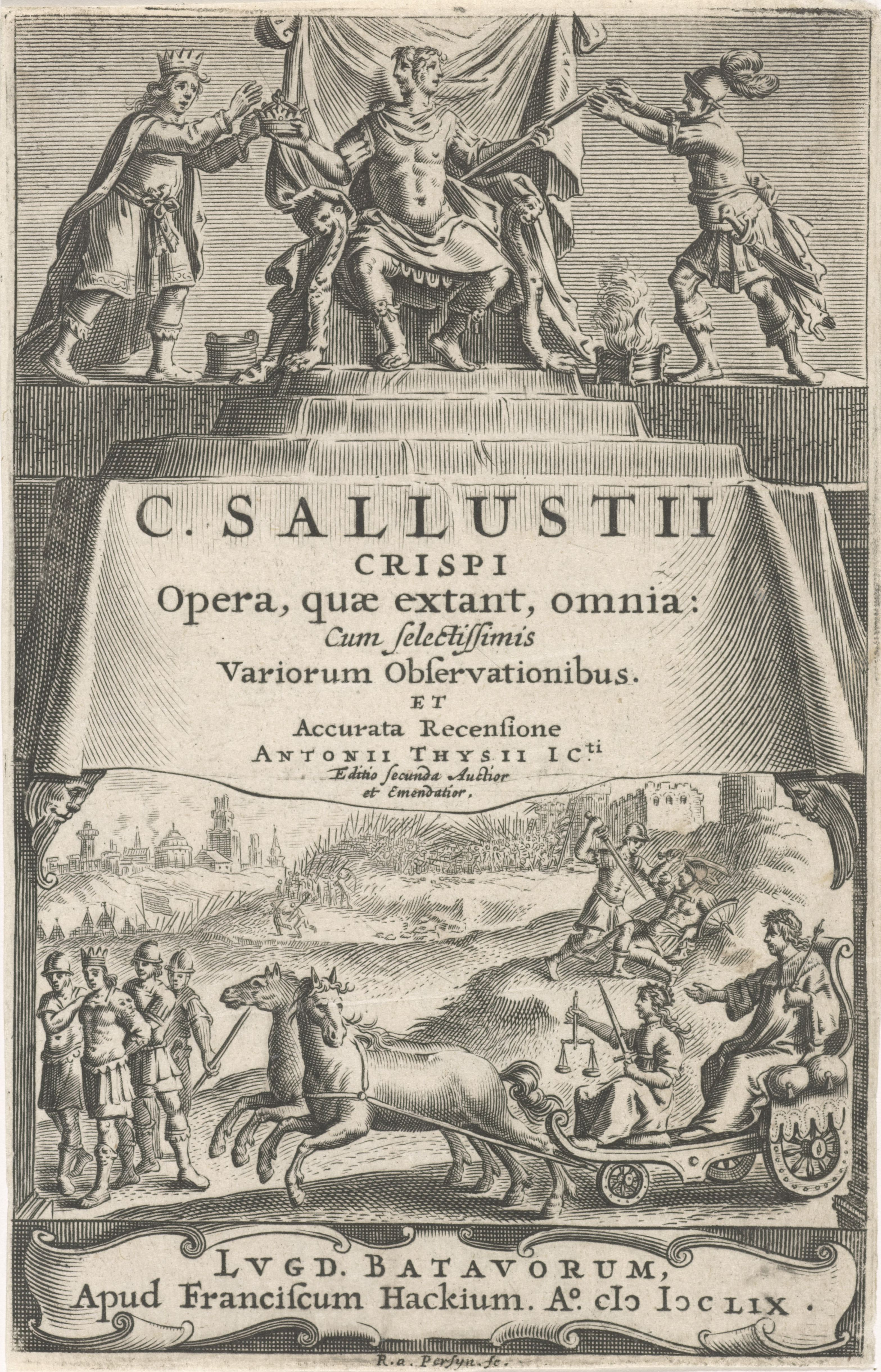
Caii Sallustii Crispi Opera, quæ extant, omnia, Leyde: Franciscus Hackius, 1659

Salluste est l'auteur de trois grands ouvrages, dont seulement deux nous sont parvenus entièrement.
- La Conjuration de Catilina (-41) est le récit du complot de Catilina visant la prise du pouvoir et dénoncé par Cicéron (-63).
- La Guerre de Jugurtha rapporte la guerre entreprise en Afrique du Nord par les Romains contre le roi numide Jugurtha, entre 112 et 105 av. J.-C.
- Les Histoires, connues de façon très fragmentaire, traitent de l’histoire de Rome entre la mort de Sylla (-78) et la victoire de Pompée contre les pirates (-67)[6].

L'œuvre de Salluste marque un progrès par rapport à ses prédécesseurs, les annalistes, tant pour la force narrative que pour la méthode historique : il s'efforce d'expliquer les causes des événements politiques et les motivations des acteurs de l'histoire. Il a certes ses faiblesses : la chronologie et la géographie sont imprécises et souvent fautives ; il n'est pas impartial : il prend parti pour les populares aux dépens des optimates. Il est cependant capable de reconnaître les mérites de ses adversaires et les défauts de ses amis. Ses personnages sont peints avec force, tout particulièrement Jugurtha et Catilina, Marius et Sylla.
Les critiques antiques ont relevé les caractéristiques de son style : l'usage des archaïsmes et des néologismes, une concision proche de l'obscurité, des tournures grecques. Il a influencé les historiens postérieurs, notamment Tacite.

### Écrits apocryphes
Plusieurs historiens et philologues sont divisés sur la paternité de certains travaux qui lui sont attribués et qui devraient être inclus dans le corpus. Cet ensemble est désigné comme l'Appendix Sallustiana ou le Pseudo-Salluste. Il s'agit de deux Lettres à César (Epistulæ) et d'une Invective contre Cicéron, avec la réponse de ce dernier. Il est supposé que ces Lettres et Invectives sont apocryphes ou pseudépigraphes, il s'agirait probablement d'exercices de pastiches pour les écoles de rhétoriques datant de l'empire,.

## Citations
- « Quant à vouloir s’imposer à ses concitoyens par la violence, c’est toujours chose odieuse même si l'on se donne pour but de réformer des abus », citation utilisée dans l'introduction de La violence politique dans les démocraties occidentales dirigé par Philippe Braud[9].

## Éditions
- Salluste, La Guerre de Jugurtha (traduction Nicolas Ghiglion), Éditions Allia, Paris, 2017  (ISBN 979-10-304-0578-1).
- Salluste (bilingue latin-français, trad. Alfred Ernout et Jean Hellegouarc'h), La Conjuration de Catilina. La Guerre de Jugurtha. Fragments des histoires, Les Belles Lettres, Paris, 2003  (ISBN 2251012230) (1re édition 1941).
- Histoire romaine, œuvres de Salluste.